# Liste der Biografien/Simu
Liste der Biografien |
Portal Biografien |
Personensuche
# |
A |
B |
C |
D |
E |
F |
G |
H |
I |
J |
K |
L |
M |
N |
O |
P |
Q |
R |
S |
T |
U |
V |
W |
X |
Y |
Z |
?
 
Sa |
Sb |
Sc |
Sd |
Se |
Sf |
Sg |
Sh |
Si |
Sj |
Sk |
Sl |
Sm |
Sn |
So |
Sp |
Sq |
Sr |
Ss |
St |
Su |
Sv |
Sw |
Sy |
Sz
 
Sia |
Sib |
Sic |
Sid |
Sie |
Sif |
Sig |
Sih |
Sii |
Sij |
Sik |
Sil |
Sim |
Sin |
Sio |
Sip |
Siq |
Sir |
Sis |
Sit |
Siu |
Siv |
Siw |
Six |
Siy |
Siz
 
Sima |
Simb |
Simc |
Sime |
Simg |
Simh |
Simi |
Simj |
Simk |
Siml |
Simm |
Simn |
Simo |
Simp |
Simr |
Sims |
Simt |
Simu |
Simw |
Simz
Die Liste der Biografien führt alle Personen auf, die in der deutschsprachigen Wikipedia einen Artikel haben. Dieses ist eine Teilliste mit 34 Einträgen von Personen, deren Namen mit den Buchstaben „Simu“ beginnt.

## Simu
- Simu, Alex (* 1981), rumänischer Jazzmusiker (Klarinetten, Saxophone, Komposition)

### Simuk
- Simukka, Päivi (* 1966), finnische Skilangläuferin
- Simukonda, Ambwene (* 1984), malawische Leichtathletin
- Simukonda, Fighton (1958–2016), sambischer Fußballspieler und -trainer

### Simul
- Simulik, Waleri (* 1966), litauischer Politiker

### Simun
- Símun, Løgmaður der Färöer
- Símunarson, Tummas, Løgmaður der Färöer
- Šimunčić, Ida (* 1996), kroatische Leichtathletin
- Simundt, Anna Maria (1902–1978), deutsche Theaterschauspielerin, Rezitatorin, Sprechpädagogin und Schriftstellerin
- Simundt, Egon Christian (1892–1962), deutscher Schriftsteller und Übersetzer
- Šimundža, Ante (* 1971), slowenischer Fußballspieler und -trainer
- Šimůnek, František (1910–1989), tschechoslowakischer Skisportler
- Šimůnek, Jan (* 1987), tschechischer Fußballspieler
- Šimůnek, Jaromír (* 1955), tschechischer Biathlet
- Šimůnek, Ladislav (1916–1969), tschechoslowakischer Fußballspieler und -trainer
- Šimůnek, Otakar (1908–1972), tschechoslowakischer Politiker
- Šimůnek, Radomír junior (* 1983), tschechischer Radrennfahrer
- Šimůnek, Radomír senior (1962–2010), tschechischer Querfeldein-Radsportler
- Šimunić, Josip (* 1978), australisch-kroatischer FußballspielerJosip Šimunić (* 1978)

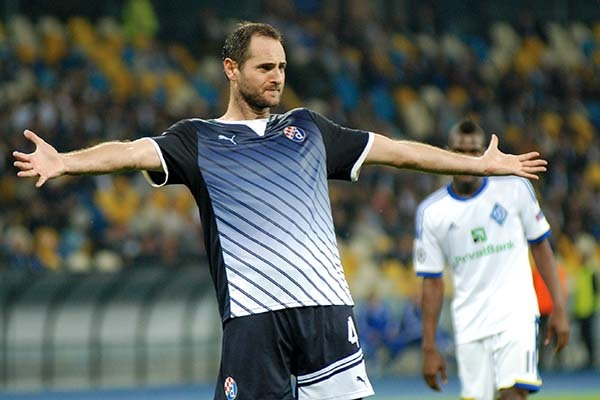
Josip Šimunić (* 1978)

- Šimunić, Josip (* 1983), österreichischer Handballspieler und Pokerspieler
- Simunich, Balthasar von (1785–1861), österreichischer General
- Šimuniová, Francesca (* 1973), tschechische Benediktinerin, Äbtissin der Abtei Venio
- Šimunović, Dinko (1873–1933), kroatischer Schriftsteller
- Šimunović, Jozo (* 1994), kroatischer Fußballspieler
- Simunovic, Tamara (* 1973), bosnisch-herzegowinische Schauspielerin
- Simunyu, Celine (* 2004), irische Tennisspielerin

### Simur
- Šimurda, Marcel (* 1980), slowakischer Eishockeyspieler
- Šimurka, Juraj (* 1961), slowakischer Fußballspieler und -trainer

### Simus
- Simusialela, Denzel (* 2004), simbabwischer Leichtathlet

### Simut
- Simut, altägyptischer Priester
- Simut-wartaš I., König von Elam und Šimaški
- Simutenkow, Igor Witaljewitsch (* 1973), russischer Fußballspieler und -trainer
- Simutis, Liudvikas (1935–2014), litauischer Politiker, Mitglied des Seimas
- Simutowe, Amon (* 1982), sambischer Schachspieler